# Босова, Людмила Леонидовна
Людмила Леонидовна Босова (9 мая 1963 — 15 декабря 2024) — российский педагог, автор учебников и образовательных программ в области школьной информатики, доктор педагогических наук, заслуженный учитель Российской Федерации (2007), лауреат премии Правительства РФ в области образования (2009), автор учебно-методических комплексов по курсу «Информатика и ИКТ» для основной школы (5-6 и 7-9 классы).

## Биография
- 1985 — окончила Белорусский государственный университет имени В. И. Ленина, механико-математический факультет
- 1985—1986 — работа на ПО «Интеграл» (Минск), математик-программист
- 1986—1991 — ВЭИ им. В. И. Ленина (Москва), инженер-программист
- 1991—2022 — учитель информатики МОУ «Ивановская СОШ» Истринского района Московской области
- 2001—2011 — ведущий научный сотрудник, зав. лабораторией, заместитель директора по научной работе Институт информатизации образования (ИИО РАО)[5]
- 2007 — заслуженный учитель РФ[1]
- 2009 окончила докторантуру ИИО РАО, докторская диссертация «Развитие методической системы обучения информатике и информационным технологиям младших школьников»
- 2011 — заместитель руководителя, а позднее главный научный сотрудник Центра образовательных информационных технологий, ресурсов и сетей ФГАУ ФИРО[6].
- 2012—2014 — руководитель лаборатории математического, естественнонаучного образования и информатизации Научно-исследовательского института столичного образования (НИИСО) учрежденного Московским городским педагогическим университетом (Решение коллегии Московского комитета образования от 30.10.1997 г. № 13, приказ ректора МГПУ от 06.10.1998 г. № 139) и Департаментом образования города Москвы[7].
- 2014 — заведующая кафедрой математики в начальной школе Института детства Московского педагогического государственного университета
- 2018 — заведующая кафедрой теории и методики обучения математике и информатике Института математики и информатики Московского педагогического государственного университета

Умерла 15 декабря 2024 года в возрасте 61 года.

## Признание
- заслуженный учитель РФ (2007)[1]
- доктор педагогических наук
- член-корреспондент РАО (2022)
- академик РАО (2024)
- лауреат премии Правительства РФ в области образования (2009) за цикл трудов «Информатизация общего, профессионального и дополнительного образования России в здоровьесберегающих условиях»[2][3]
- член программных комитетов Всероссийских конференций[4]

## Основные труды
Опубликовала более 250 научно-методических трудов в области преподавания информатики, является автором учебно-методического комплекса по курсу «Информатика и ИКТ» для основной школы (5-6 и 7-9 классы), включая массовые школьные учебники и пособия.

### Книги
Источник
- Босова, Л. Л. Подготовка младших школьников в области информатики и ИКТ: опыт, современное состояние и перспективы: Монография. Л. Л. Босова. — М.: Бином. Лаборатория знаний, 2009. — 271 с.
- Босова, Л. Л. Преподавание информатики в 5-7 классах: учебное пособие.- М.: Бином. Лаборатория знаний, 2009. — 342 с.
- Босова, Л. Л. Московский учебник. Информатика: Учебник для 6 класса. — М.: БИНОМ. Лаборатория знаний, 2005. — 191 с.
- Босова, Л. Л. Информатика. 6 класс (на армянском языке). — Изд. «Зангак-97», Ереван, 2006. — 159 с.
- Босова, Л. Л. Уроки информатики в 5-6 классах: Методическое пособие. [Текст] / Л. Л. Босова, А. Ю. Босова — М.: БИНОМ. Лаборатория знаний, 2004—2006. — 324 с.
- Босова, Л. Л. Информатика и ИКТ. 5-7 классы: методическое пособие. [Текст] / Л. Л. Босова, А. Ю. Босова. — М.: БИНОМ. Лаборатория знаний, 2009. — 464 с.
- Робототехника для 2-4 классов.

Состав УМК «Информатика» для 5-9 классов (ФГОС), авторы Босова Л. Л., Босова А. Ю.
- «Информатика: учебник для 5 класса»
- «Информатика: рабочая тетрадь для 5 класса»
- «Информатика: учебник для 6 класса»
- «Информатика: рабочая тетрадь для 6 класса»
- «Информатика: учебник для 7 класса»
- «Информатика: учебник для 8 класса»
- «Информатика: учебник для 9 класса»
- «Информатика. Программа для основной школы: 5-6 классы. 7-9 классы»

Состав УМК «Информатика и ИКТ» для 5-7 классов, автор Босова Л. Л.:
- «Информатика и ИКТ: учебник для 5 класса»
- «Информатика и ИКТ: рабочая тетрадь для 5 класса»
- «Информатика и ИКТ: учебник для 6 класса»
- «Информатика и ИКТ: рабочая тетрадь для 6 класса»
- «Информатика и ИКТ: учебник для 7 класса»
- «Информатика и ИКТ: рабочая тетрадь для 7 класса»
- «Занимательные задачи по информатике» (Босова, Л. Л. Занимательные задачи по информатике. Учебное пособие. / Л. Л. Босова, А. Ю. Босова, Ю. Г. Коломенская — М.: БИНОМ. Лаборатория знаний, 2005—2007. — 120 с.)
- «Информатика и ИКТ. 5-7 классы: комплект плакатов и методическое пособие»
- «Информатика и ИКТ. 5-7 классы: методическое пособие»
- «Информатика и ИКТ. учебная программа и поурочное планирование для 5-7 классов»
- «Информатика и ИКТ: поурочные разработки для 5 класса: методическое пособие»
- «Информатика и ИКТ: поурочные разработки для 6 класса: методическое пособие»
- «Информатика и ИКТ: поурочные разработки для 7 класса: методическое пособие»

### Статьи
- Босова, Л. Л. Компьютерные уроки в начальной школе // Информатика и образование. — № 1. — 2002. — С. 86-94.
- Босова, Л. Л. Программа по информатике и ИКТ для V—VII классов средней общеобразовательной школы // Информатика и образование. — № 1. — 2008. — С. 7-20.
- Босова, Л. Л. Отечественный и зарубежный опыт создания учебных материалов нового поколения // Школьные технологии. — № 5. — 2007. — С.179-184.
- Босова, Л. Л. Компьютерные инструменты создания графических схем // ИКТ в образовании (приложение к Учительской газете). — № 20 — 2008. — С. 11-13.
- Босова, Л. Л. Виртуальная закладка Как гаджеты помогают организовать работу в классе // Российская газета. — 13.07.2012.
- Босова, Л. Л. Интерактивная монетка ЭОР превращает обычный урок в увлекательное исследование // Российская газета. — 06.10.2011.